# Siksjön, Hälsingland
Siksjön är en sjö i Hudiksvalls kommun och Ljusdals kommun i Hälsingland och ingår i Delångersåns huvudavrinningsområde. Sjön har en area på 0,308 kvadratkilometer och ligger 320 meter över havet. Sjön avvattnas av vattendraget Delångersån (Svågan).

## Delavrinningsområde
Siksjön ingår i det delavrinningsområde (690122-151450) som SMHI kallar för Utloppet av Siksjön. Medelhöjden är 330 meter över havet och ytan är 1,85 kvadratkilometer. Räknas de 48 avrinningsområdena uppströms in blir den ackumulerade arean 272,08 kvadratkilometer. Avrinningsområdets utflöde Delångersån (Svågan) mynnar i havet. Avrinningsområdet består mestadels av skog (81 procent). Avrinningsområdet har 0,31 kvadratkilometer vattenytor vilket ger det en sjöprocent på 16,7 procent.